# Зеленецкий-Троицкий монастырь
Зеленецкий-Троицкий монастырь (или Мартириева Зелёная пустынь) — мужской монастырь, расположенный в посёлке Зеленец Волховского района Ленинградской области, на правом берегу реки Рассоха.

## История
Годом основания монастыря считается 1564 год. Основателем монастыря считается монах Мартирий (в миру Мина), а среди строителей упоминается казненный Иваном Грозным Фёдор Сырков, представитель богатой купеческой семьи, который известен благодаря участию при возведении ряда архитектурных ансамблей в Москве, Новгороде и Тихвине.
Первоначально здания монастыря были рублены из дерева и окружены деревянной оборонительной оградой. В 1612—1613 годах монастырь был разграблен и сожжён шведами, но был восстановлен по единому плану благодаря Новгородскому митрополиту Корнилию. Большинство сохранившихся зданий монастыря построены в 1680-х годах.
В монастыре покоятся основатель монастыря, преподобный Мартирий, и митрополит Корнилий. Монастырь был местом ссылки для церковного покаяния.
В 1919 году монастырь был закрыт, и возобновлён лишь в 1993 году. В монастыре ведутся реставрационные и восстановительные работы.
Представляет собой комплекс сооружений, окружённых массивной оградой.

## Дополнительные сведения
В 1893 году в Императорскую Публичную библиотеку (ныне Российская национальная библиотека) в составе собрания Фёдора Буслаева поступил сборник, содержащий единственный дошедший до нас список произведения древнерусской литературы — «Повести Мартирия Зеленецкого об основании Троицкого Зеленецкого монастыря». Это духовная исповедь основателя монастыря, поучение-завещание игумену-преемнику и монастырской братии. Судя по отразившимся реалиям, текст был создан в 1570—1595 годах, ознаменованных активной деятельностью Мартирия по укреплению и обустройству монастыря.
В конце текста читается приписка дьяка «Зелёной пустыни», что позволяет отнести манускрипт к рукописной традиции Троицкого Зеленецкого монастыря.

## Сооружения монастыря
- Троицкий собор (церковь Троицы Живоначальной) (построен в 1684 году)
- Церковь Благовещения Пресвятой Богородицы (построена в 1565—1570 годах, перестроена в 1683 год)
- Колокольня (построена в 1686 году)
- Жилые здания последней четверти XVII века.
- Храм чудотворной иконы Божией Матери "Всех скорбящих радость (с грошиками)" в Санкт-Петербурге действует как подворье Зеленецкого монастыря с 1992 года[2].